# Haaz Sleiman
Haaz Sleiman (ur. 1 lipca 1976 w Bejrucie) – libańsko-amerykański aktor telewizyjny i filmowy.

## Wybrana filmografia

### filmy fabularne
- 2006: Jak zostać gwiazdą jako Mujeheddin Captain
- 2007: Spotkanie jako Tarek Khalil
- 2015: Zabić Jezusa jako Jezus
- 2016: Of Kings and Prophets jako Jonatan

### seriale TV
- 2006: Ostry dyżur jako Hodgkins
- 2007: 24 godziny jako Heydar
- 2007: Agenci NCIS jako Abdul Wahid
- 2009: Weronika Mars jako Nasir Ben-Hafald
- 2009: Siostra Jackie jako Mohammed "Mo-Mo" de la Cruz
- 2010-2011: Nikita jako Kasim Tariq
- 2011: CSI: Kryminalne zagadki Miami jako Marcel Largos
- 2012: Kamuflaż jako Khalid Ansari
- 2012: Piękna i Bestia jako detektyw Wolansky
- 2013: Zaprzysiężeni jako Teri Damiri
- 2013: Żona idealna jako Zayeed Shaheed
- 2014: Impersonalni jako Omar Risha
- 2014: Reckless jako Tariq Al Zahrani
- 2015: Allegiance jako Scott Tolliver
- 2015: The Player jako Farid
- 2015: Kamuflaż jako Khalid Ansari